# Amphitrite kerguelensis
Amphitrite kerguelensis är en ringmaskart som beskrevs av McIntosh 1876. Amphitrite kerguelensis ingår i släktet Amphitrite och familjen Terebellidae. Inga underarter finns listade i Catalogue of Life.